# 兵庫県道333号寺本川西線
兵庫県道333号寺本川西線（ひょうごけんどう333ごう てらもとかわにしせん）は、兵庫県伊丹市から川西市に至る一般県道である。

## 概要
伊丹市寺本1丁目から川西市下加茂1丁目に至る。
ほとんどの区間で住宅街の中の狭い路地を縫うようにして通るため、県道としての意義はやや薄いとも言える。

### 路線データ
- 起点：伊丹市寺本1丁目（伊丹市寺本交差点、国道171号交点）
- 終点：川西市下加茂1丁目（川西加茂交差点、兵庫県道13号尼崎池田線交点）
- 総延長：5.608 km

## 路線状況

### 重複区間
- 兵庫県道142号米谷昆陽尼崎線（伊丹市松ケ丘1丁目・昆陽池西交差点 - 伊丹市松ケ丘1丁目・中野大橋南詰交差点）
- 兵庫県道332号山本伊丹線（伊丹市大野1丁目 - 宝塚市山本丸橋4丁目）

## 地理

### 通過する自治体
- 伊丹市
- 宝塚市
- 川西市

### 交差する道路
| 交差する道路                             | 市町村名 | 交差する場所  | 交差する場所            |
| ---------------------------------------- | -------- | ------------- | ----------------------- |
| 国道171号                                | 伊丹市   | 寺本1丁目     | 伊丹市寺本交差点 / 起点 |
| 兵庫県道142号米谷昆陽尼崎線 重複区間起点 | 伊丹市   | 松ケ丘1丁目   | 昆陽池西交差点          |
| 兵庫県道142号米谷昆陽尼崎線 重複区間終点 | 伊丹市   | 松ケ丘1丁目   | 中野大橋南詰交差点      |
| 兵庫県道331号姥ヶ茶屋伊丹線              | 伊丹市   | 瑞原2丁目     |                         |
| 兵庫県道332号山本伊丹線 重複区間起点     | 伊丹市   | 大野1丁目     |                         |
| 国道176号 / バイパス                     | 宝塚市   | 山本野里2丁目 | 山本変電所南交差点      |
| 国道176号 / バイパス                     | 宝塚市   | 山本丸橋4丁目 | 山本丸橋交差点          |
| 兵庫県道332号山本伊丹線 重複区間終点     | 宝塚市   | 山本丸橋4丁目 |                         |
| 兵庫県道13号尼崎池田線                   | 川西市   | 下加茂1丁目   | 川西加茂交差点 / 終点   |

### 沿線
- 伊丹市立花里小学校
- 兵庫県立伊丹西高等学校
- 昆陽池
- 伊丹市立荻野小学校
- 宝塚市立丸橋小学校
- 川西市立加茂小学校